# Kutin
Kutin je priimek več znanih Slovencev:
- Andreja Kutin Lednik, novinarka Večera, biologinja
- Anton Kutin (1878—1959), učitelj, šolnik
- Barbara Ivančič Kutin (*1973), etnologinja, slovstvena folkloristka, dialektologinja
- Blaž Kutin (*1970), filmski režiser, scenarist in publicist/pisatelj?
- Boris Kutin (*1947), novinar, šahist, mednarodni šahovski funkcionar
- Breda Kutin (*1954), pravnica, predsednica Zveze potrošnikov Slovenije
- Ciril Kutin (1911—1975), slavist in prevajalec
- Jani Kutin (*1981), ekološki kmetovalec, sirar, glasbenik-pevec, kulturni organizator (Čadrg)
- Jože Kutin (*1973), strojnik?, merosovec
- Maja Kutin, hebraistka
- Milko Kutin, sirar na planini Kuhinja pod Krnom
- Roman Kutin (*1956), salezijanec, duhovnik za Slovence v Celovcu
- Samo Kutin (*1982), glasbenik multiinstrumentalist
- Špela Kutin, prevajalka, tolmačka pri EU
- Tomo Kutin (1970—2014), pank pevec in tekstopisec